# 椿椿山

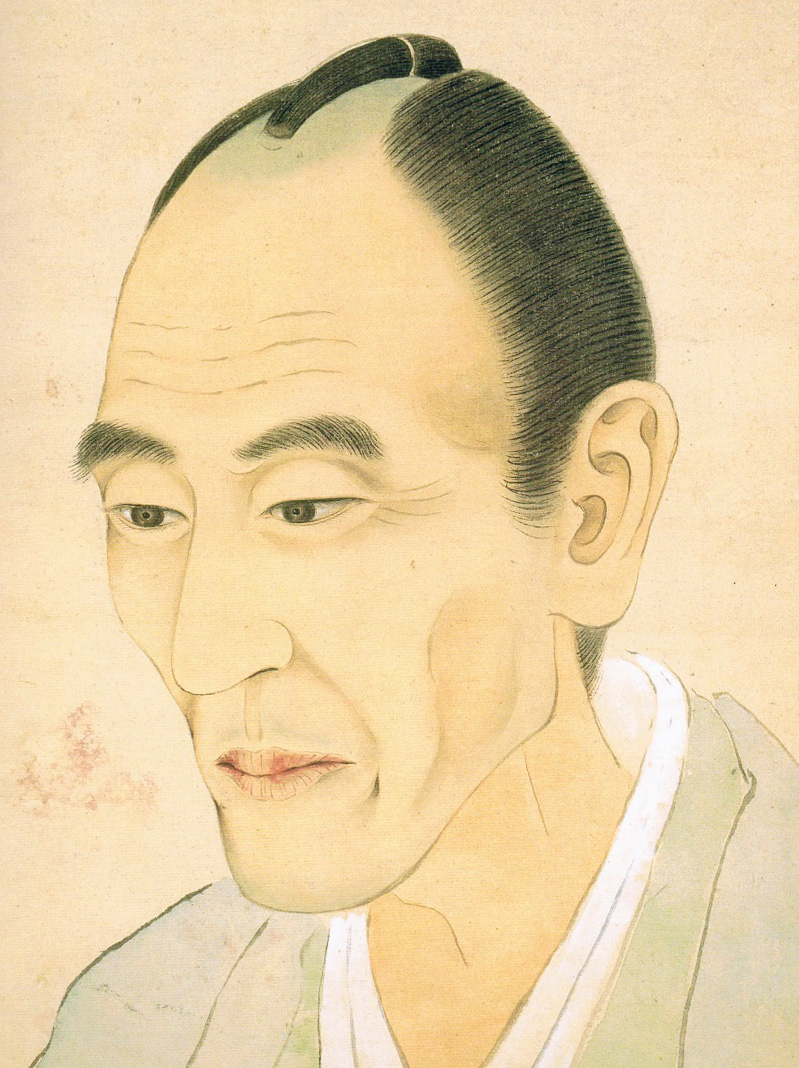
椿椿山自画像 上野記念館蔵

椿 椿山（つばき ちんざん、享和元年6月4日（1801年7月14日） - 嘉永7年7月13日（1854年8月6日））は江戸時代後期の日本の文人画家である。江戸小石川天神に生まれる。主に花鳥画、人物画を得意とした。
名は弼（たすく）。字は篤甫（とくほ）、通称を忠太、亮太。号は椿山の他に、琢華堂（たくげどう）、休庵、四休庵（しきゅうあん）、春松軒、碧蔭山房（へきいんさんぼう）、羅渓、琢華道人（たくかどうじん）。

## 生涯

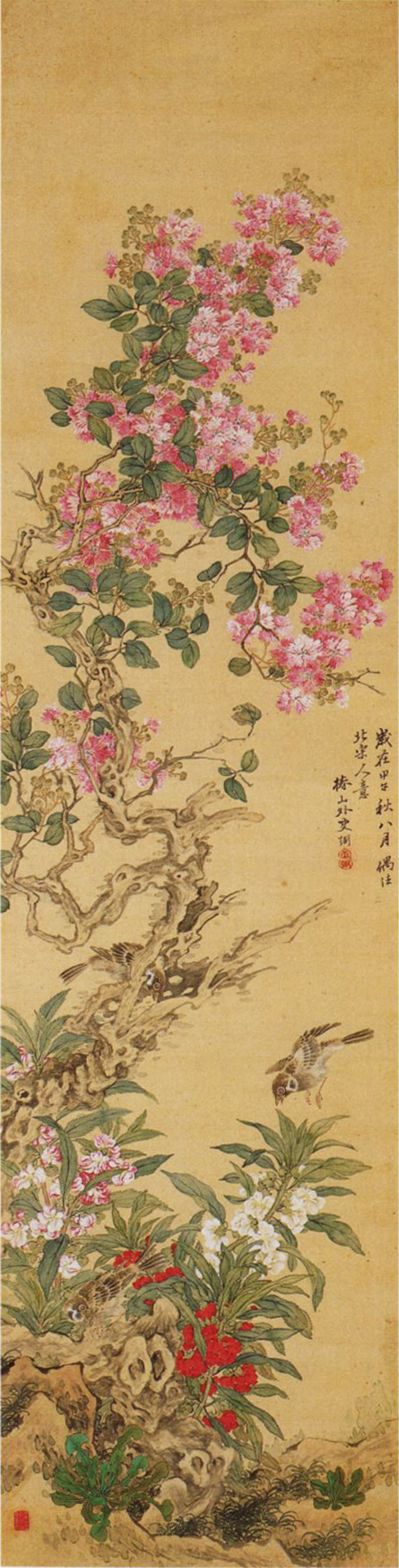
花鳥図

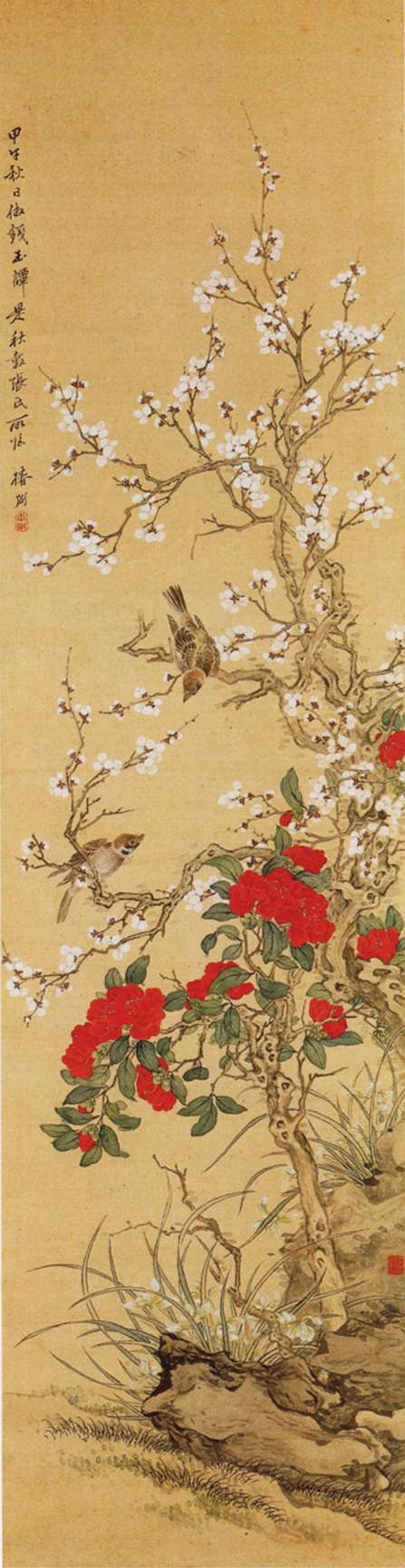
花鳥図

旗本槍組同心・椿嘉左衛門定重が54歳のとき、二男二女の末子として江戸に生まれる。椿山7歳の時、父と死別。長じて世襲制であった槍組同心となり、兵学（師は平山行蔵）・槍術・居合（片山流抜刀法）・馬術などの武術を習得した。
同心勤務をしながら、微禄を補うために画を志した。はじめ金子金陵に就いて沈南蘋風の花鳥画を学んだが、金陵が死没してしまい、その師・谷文晁に一時入門する。17歳の頃、同門の渡辺崋山を慕い崋山塾に入門。崋山を終生の師とする。はじめ椿山は同門の者から不器用といわれたが、画の修業を怠らずたいへんな努力をした。これを知った崋山は「後に必ず名をなすだろう」といったという。早い時期に槍組同心を辞職し、画業と学問に専念する。
師・崋山の作風をよく受け継ぎながらもその作風は柔軟な筆遣いと温和な彩色に特質がみられる。花鳥画・虫獣画・人物画に名品が多い。また俳諧・煎茶にも通じ、笙の名手としても知られる。
椿山は穏やかで誠実な人柄であり寡黙であった。友人からは「飯少なく、遊少なく、眠少なく、言葉少なく、磨墨少なく、着筆少なく、彩色少なく、酒を飲まず、女に近付かず、煙草を喫せず、故に十少と称す」と評されていた。
親孝行で知られ年老いた母を孝養で報いた。子弟の情宜にも篤く崋山が蛮社の獄で捕らわれた際には、救済運動の中心となり奔走した。崋山自刃後は弟弟子の福田半香・平井顕斎らとともに献身的に遺族の後見をし、崋山の二男・小華を弟子に迎え養育して後に養女の須磨を娶らせた。また密かに田原まで亡き崋山の墓参をしている。
享年54。東京都新宿区の円福寺、港区青山霊園に墓と碑がある。
椿山の息子・華谷（恒吉）は崋山に入門して豊かな才能を示していたが椿山に先立つこと4年の嘉永3年（1850年）、わずか26歳で夭折し跡を継ぐことができなかった。

## 画業
師・崋山の教えである写生を重視しつつも中国明末清初の画家・徐崇嗣、惲寿平、張秋穀などの着色花鳥画の伝統技法（没骨法、たらし込み）を取り入れ崋山の画風を発展させ、写意と装飾性をもつ独自の様式を完成させた。晩年に及んで、神妙の域に達し超俗洒脱の趣のある作品を遺している。
代表作の「渡辺崋山像」は崋山45歳のスケッチを元に没後3年目に画稿を描き、13回忌にあたる嘉永6年（1853年）10月にようやく完成した。崋山伝授の洋画の陰影法に加え闊達な線描、淡雅な彩色を融合して肖像画の心象表現（写意）に新味を加えた傑作とされる。
私塾琢華堂には延べ373名の弟子が入門。武家だけではなく商人や女性にも門戸を開いていた。ただし大酒飲みは入門を許されなかったという。はじめ学問・素読・居合・書画を教えたが弘化2年以降は画塾となった。
崋山・椿山の画の系統を特に「崋椿系」と称する。

## 門弟
- 野口幽谷
- 浅野梅堂
- 渡辺如山　崋山の実弟
- 渡辺小華　崋山の次男
- 長尾華陽
- 安西采石
- 椿華谷　椿山の実子
- 岩瀬鴎所
- 葭田蔡泉
- 島霞谷
- 斉藤巻石
- 人見淇堂

## 交遊
- 高久靄厓
- 岡本秋暉
- 立原杏所
- 沖一峨

## 代表作
| 作品名                         | 技法         | 形状・員数 | 寸法（縦x横cm）   | 所有者                                               | 年代                           | 落款・印章 | 文化財指定                               | 備考 |
| ------------------------------ | ------------ | ---------- | ----------------- | ---------------------------------------------------- | ------------------------------ | --- | ---------------------------------------- | ---- |
| 山海奇勝図                     | 紙本著色     | 3巻        |                   | 個人                                                 | 1827年（文政10年）             | | 重要文化財                               |      |
| 山海奇勝図稿                   | 紙本墨画淡彩 | 1巻        |                   | 愛知・巴江神社                                       | 1827年（文政10年）             | |                                          |      |
| 山海奇勝図巻                   | 紙本淡彩     | 1巻        |                   | 静岡県県立美術館                                     | 1830年（文政13年）             | |                                          |      |
| 根津宇右衛門像                 |              | 1幅        | 119.2x61.8        | 東京国立博物館                                       | 1835年（天保6年）              | |                                          |      |
| 久能山真景図                   | 絹本著色     | 1幅        | 127.6×55.9        | 山種美術館                                           | 1837年（天保8年）              | | 重要文化財                               |      |
| 伊藤瑞三像                     | 絹本著色     | 1幅        | 125.9×80.3        | 個人                                                 | 1840年（天保11年）             | 款記「旹天保庚子春二月朔十日戊」/椿山椿弼并誌「弼」（朱文円印）/「椿」（白文方印）                                            |                                          |      |
| 佐藤一斎夫妻像（一斎七十一歳） | 紙本 淡彩    | 双幅       | 124.2x54.5（各）  | 東京国立博物館                                       | 1842年（天保13年）             | |                                          |      |
| 鸞洲和尚像                     | 絹本著色     | 1幅        | 103.1x51.6        | 照臨院（左京区）                                     | 1831-45年（天保年間）          | 款記「椿弼謹寫」/「弼」朱文長方印                                                                                             |                                          |      |
| 水野忠啓像                     | 絹本著色     | 1幅        |                   | 墨田区（すみだ北斎美術館管理、楢崎宗重コレクション） | 1843-53年（天保末年-嘉永年間） | | 墨田区指定有形文化財                     |      |
| 春江遊魚図                     | 絹本淡彩     | 1幅        | 98.5x36.5         | 東京芸術大学大学美術館                               | 1850年（嘉永3年）              | 款記「庚戌夏日写録 椿山生」/「弼」朱文円印・「椿山」朱文長方印                                                                |                                          |      |
| 四君子図屏風                   | 紙本金地著色 | 六曲一双   |                   | 三の丸尚蔵館                                         | 1850年（嘉永3年）              | |                                          |      |
| 漁山水図屏風                   | 紙本淡彩     | 四曲一隻   |                   | ホノルル美術館                                       | 1850年（嘉永3年）              | |                                          |      |
| 歳寒三友図屏風                 | 絹本墨画淡彩 | 二曲一隻   | 154.0x154.0       | 個人蔵、群馬県立近代美術館寄託                       | 1851年（嘉永4年）              | |                                          |      |
| 秋草双鶉図                     |              |            |                   |                                                      | 1851年（嘉永4年）              | |                                          |      |
| 花卉図屏風                     | 紙本淡彩     | 六曲一双   |                   | 田原市博物館                                         | 1851年（嘉永4年）              | |                                          |      |
| 蘭竹図屏風                     | 紙本金地著色 | 六曲一双   | 169.0x382.0（各） | 大倉集古館                                           | 1852年（嘉永5年）              | 款記「香伝幽為／椿生寫意」（右隻）・「上苑清光／壬子新夏法蘇長公椿弼」（左隻）/「椿山私印」朱文方印（右隻）・「椿山」白文方印 | 重要美術品                               |      |
| 雑花果蓏図                     |              | 1幅        | 188.0x138.0       | 東京国立博物館                                       | 1852年（嘉永5年）              | |                                          |      |
| 渡辺崋山像                     | 絹本著色     | 1幅        | 125.9x80.3        | 田原市博物館                                         | 1853年（嘉永6年）              | | 重要文化財（「渡辺崋山関係資料」のうち） |      |
| 高野長英像                     |              |            |                   | 高野長英記念館                                       |                                | | 重要文化財（「高野長英関係資料」のうち） |      |
| 高久靄厓像                     |              |            |                   | 個人                                                 |                                | | 重要文化財                               |      |

## 脚註
1. ↑  琢華堂門籍人名
2. ↑  紙本著色山海奇賞図〈椿椿山筆／〉 - 文化遺産オンライン
3. ↑  根津宇右衛門像 - 東京国立博物館 画像検索
4. ↑  作品紹介 - 山種美術館
5. ↑  C0015846 佐藤一斎夫妻像（一斎七十一歳） - 東京国立博物館 画像検索
6. ↑  京都市文化市民局文化部文化財保護課編集・発行 『京都市文化財ブックス第11集 京都近世の肖像画 ―市内肖像画調査報告書―』 1996年2月、第47図。
7. ↑  ［ID_101584］ 絹本着色「水野忠啓像」　椿椿山筆（楢崎宗重コレクション） ： 資料情報 _ データベース _ すみだ文化財・地域資料
8. ↑  ［ID_991］ 春江遊魚図 ： 収蔵品情報 _ 収蔵品データベース _ 東京藝術大学大学美術館 The University Art Museum, Tokyo University of the Arts
9. ↑  “四君子図屏風”.   皇居三の丸尚蔵館. 2023年12月27日閲覧。
10. ↑  群馬県立近代美術館編集・発行 『日本美術のススメ ―キーワードと巡るぶらり古画探訪―』 2017年、第58図。
11. ↑  九州国立博物館編集 『オークラコレクション』 西日本新聞社 TVQ九州放送、2018年10月2日、第38図。
12. ↑  C0018079 雑花果蓏図 - 東京国立博物館 画像検索
13. ↑  収蔵品紹介　田原市博物館
14. ↑  収蔵品リスト 椿椿山筆 高野長英画像